# 일러스트리스 프로젝트
일러스트리스 프로젝트(영어: Illustris project)란 과학자들의 국제 협업으로 진행 중인 일련의 천체물리학 컴퓨터 시뮬레이션이다. 프로젝트의 목표는 포괄적인 물리 모형을 통해 우주에 있는 은하의 형성과 진화 과정을 살펴보는 것이다.
초창기 시뮬레이션 결과는 대대적인 언론의 주목을 받은 후 수많은 논문에서 기술된 바 있다. 일러스트리스 시뮬레이션이 산출한 데이터는 2015년 4월에 전량 공개 배포되었다. 프로젝트의 후신인 차세대 일러스트리스(영어: IllustrisTNG)는 2017년에 발표되었다.

## 일러스트리스 시뮬레이션
오리지널 일러스트리스 프로젝트는 마르크 포겔스베르거를 필두로 한 과학자들이 폴커 슈프링겔의 아레포 코드를 대규모 은하 형성에 적용함으로써 최초 실행하였다.
일러스트리스 프로젝트는 빅뱅의 초기 조건에서 시작하여 138억 년 후의 오늘날까지 우주의 진화를 살펴보는 대규모 우주 시뮬레이션을 다룬다. 지금 이용할 수 있는 가장 정밀한 관측 자료와 계산을 토대로 세운 모형을 관측 가능한 우주에서 실제로 발견되는 것과 비교하면 은하의 형성과 암흑물질과 암흑에너지 같은 우주의 성질에 관하여 이해를 증진할 수 있다.
시뮬레이션에는 은하의 형성에 중요하리라 여겨지는 물리 과정이 다수 포함된다. 그러한 과정으로 이를테면 별 탄생과 그 뒤를 잇는 초신성 폭발로 인한 별 탄생 피드백, 초대질량 블랙홀 탄생과 그 블랙홀의 주변 가스 소모 활동 및 그러한 활동으로 인한 다양한 형태의 블랙홀 피드백이 있다.
시뮬레이션 이미지와 동영상, 기타 공공 전시용 데이터 시각화 자료는 공식 웹페이지에서 이용할 수 있다.

### 계산 사양
메인 일러스트리스 시뮬레이션은 프랑스 대체에너지 및 원자력에너지 위원회의 퀴리 슈퍼컴퓨터와 라이프니츠 전산 센터의 슈퍼먹 슈퍼컴퓨터를 통해 실행되었다. 8,192개의 CPU 코어를 통해 총 1900만 CPU 시간의 계산이 이루어졌으며, 최대 메모리 사용량은 약 25TB에 달했다. 시뮬레이션 과정에서 총 136장의 스냅샷이 저장되었고, 총 데이터 용량은 230TB에 달했다.
일러스트리스 시뮬레이션을 실행하는 데 쓰인 코드는 "아레포"(영어: Arepo)라고 일컫는다. 이 코드는 가제트 코드의 개발자였던 폴커 슈프링겔이 개발한 것이었다. 코드의 이름은 사토르 마방진에서 유래하였다. 아레포 코드는 보로노이 테셀레이션을 기반으로 공간을 이산하여 중력과 유체역학 방정식을 연립해서 풀며, MPI 접근 방법을 이용한 대형 분산 메모리 슈퍼컴퓨터에서 실행하는 데 최적화되어 있다.

### 데이터 공개
시뮬레이션을 다룬 첫 논문이 간행된 지 11개월 후인 2015년 4월, 프로젝트 팀은 시뮬레이션의 산출 데이터를 전량 공공 배포하였다. 원본 데이터 파일은 공식 데이터 공개 웹페이지에서 직접 내려받을 수 있다. 이러한 데이터에는 각 헤일로와 서브헤일로의 그룹 카탈로그, 전술한 천체를 시간에 따라 추적하는 병합 계통도, 135분할된 시점의 전체 스냅샷 입자 데이터, 기타 보충 데이터 카탈로그가 있다. 직접 데이터를 내려받는 방법 외에도 웹 기반의 API를 통해 전체 데이터셋에 접근할 필요 없이 여러 공통 검색과 데이터 추출 기능을 사용할 수 있다.

### 독일 우표
2018년 12월, 도이체 포스트에서 일러스트리스 시뮬레이션를 기념하는 특별 우표를 발행하였다.

## 차세대 일러스트리스

### 개요
오리지널 일러스트리스 시뮬레이션의 후속으로 차세대 일러스트리스 프로젝트가 2017년 7월에 선보였다. 이 프로젝트는 폴커 슈프링겔 교수의 주도로 독일과 미국의 과학자들이 착수하였다. 우선은 자기유체역학을 비롯하여 여러 과정을 추가한 새 물리 모형이 개발되었고, 그다음에는 저마다 해상도와 크기가 다른 세 차례의 시뮬레이션이 계획되었다. 중간 크기의 시뮬레이션(TNG100)은 오리지널 일러스트리스 시뮬레이션과 동일한 규모를 다룬다.
일러스트리스와는 달리, 차세대 일러스트리스는 독일 슈투트가르트 고성능 전산 센터의 하첼 헨 슈퍼컴퓨터로 실행되었다. 실행에는 25,000개의 CPU 코어가 동원되었다.

### 데이터 공개
2018년 12월, 차세대 일러스트리스의 시뮬레이션 데이터가 공공 배포되었다. 데이터는 주피터랩 인터페이스로도 접근할 수 있다.

## 사진
- 2018년 일러스트리스 시뮬레이션을 기념하기 위해 특별 발행된 독일 우표.
- 일러스트리스 시뮬레이션에서 예측하는 은하의 모습.
- 차세대 일러스트리스 시뮬레이션.

## 같이 보기
- 전산 유체 역학
- 우주의 거대 구조
- 우주론 계산 소프트웨어 목록(영어판)
- 밀레니엄 런(영어판)
- N체 시뮬레이션(영어판)
- 유니버스머신(영어판)